# L'Enchanteur Alcofribas
L'Enchanteur Alcofribas, conocido en Estados Unidos como Alcofrisbas, the Master Magician y en Gran Bretaña como The Enchanter, es un cortometraje mudo francés de 1903 de Georges Méliès. Fue distribuido por Star Film Company de Méliès y tiene el número 514–516 en sus catálogos.
El nombre del mago, escrito de diversas formas Alcofribas o Alcofrisbas, se deriva de Alcofrybas Nasier, un personaje del libro Pantagruel (y casi un anagrama de François Rabelais, el autor del libro). El propio Méliès interpreta a Alcofrisbas; Se desconoce la mujer cuya cabeza aparece en primer plano, a veces identificada erróneamente como Jehanne d'Alcy. Los efectos especiales de la película incluyen pirotecnia, una cascada, empalmes de sustitución, exposiciones múltiples y fundidos.